# Tré
Tré (eigene Schreibweise: ¡Tré!) ist das elfte Studioalbum der US-amerikanischen Punkband Green Day und der dritte Teil der Uno-Dos-Tré-Trilogie. Es erschien am 7. Dezember 2012 bei Reprise Records.
Während Uno an den Punkrock-Sound der frühen Green-Day-Alben anknüpft und sich Dos mehr am raueren Garage Rock orientiert, tendiert Tré zum Sound des Stadionrock.

## Titelliste
1. Brutal Love – 4:54
2. Missing You – 3:43
3. 8th Avenue Serenade – 2:36
4. Drama Queen – 3:07
5. X-Kid – 3:41
6. Sex, Drugs & Violence – 3:31
7. Little Boy Named Train – 3:37
8. Amanda – 2:28
9. Walk Away – 3:45
10. Dirty Rotten Bastards – 6:26
11. 99 Revolutions – 3:49
12. The Forgotten – 4:58

Alle Songs wurden von Billie Joe Armstrong geschrieben.

## Kritik
Die Kritiken für das Album waren gemischt:
In your Face vergab 7 von 10 Punkte und nannte das AlbumGreen Day – Tre! (Memento vom 23. Dezember 2012 im Internet Archive)

„Stimmiges Songwriting! Ohne Peinlichkeiten. Ohne Aussetzer. Punkt."Tre!" ist in seiner Gesamtheit betrachtet das mit Abstand beste Album dieser Trilogie. Für ein abschließend versöhnliches Fazit reicht das zwar nicht, aber immerhin hat es für ein gelungenes Album gereicht.“

Das internationale Musik Magazine Rolling Stone vergab für das Album 4 von 5 Sternen.

„Can everything that once seemed so vital really be receding into history? These three albums answer those concerns with a resounding No! No band, this sprawling, untamable and sheer fun is going anywhere.“

Laut.de vergibt für den dritten Teil der Trilogie zwei von fünf Sternen:

„Ende gut, alles gut? Mitnichten: denn auch wenn sich ‚Tre!‘ im Vergleich zu den beiden Vorgängern abhebt, zieht das 2012er-Drittwerk der Band, verglichen mit ‚American Idiot‘- oder ‚Dookie‘-Großtaten, über weite Strecken den Kürzeren.“

Für Plattentests.de sticht aus dem ansonsten „schwer verdaulichen“ Album, das vier von zehn Punkten erhält, nur Dirty Rotten Bastards positiv hervor:

„Auf über sechs Minuten reihen Green Day dort Songfragment an Songfragment, ohne sich lange mit einer Melodie oder einem Riff aufzuhalten. Was schon auf ‚American idiot‘ und "21st century breakdown" funktionierte, macht auf "¡Tré!" den frischesten Eindruck und am meisten Spaß, inklusive der Tempowechsel, bollernden Bass-Breaks und hymnischen Refrains.“